# Свети Никола (Велмей)
Вижте пояснителната страница за други значения на Свети Никола.
„Свети Никола“ (на македонска литературна норма: „Свети Никола“) е възрожденска църква в охридското село Велмей, Република Македония. Църквата е част от Охридското архиерейско наместничество на Дебърско-Кичевската епархия на Македонската православна църква – Охридска архиепископия.
Църквата е от XIII век, а сегашният архитектурен облик получава в XIX век. В църквата има иконостас с икони, които датират от XVI и XVII век, както и интересен резбован владишки престол.
В 1845 година руският славист Виктор Григорович преспива в Лешанския манастир и пише в „Очерк путешествия по Европейской Турции“:
| „ | И така, разбрал от игумена, че в църквата на село Велми били запазени различни български писмени паметници... услужливият буюкбаши веднага изпрати за тях един от своите сеймени (прислужници)... В полунощ се върна пратеникът от Велмей и доведе със себе си свещеника с торба, пълна с парчета книги. Добрият свещеник ми обясни, че това са остатъците от голямо количество ръкописи, които само преди няколко месеца още се пазели в църквата. Какво стана с тях? - попитах аз. Слагахме ги в стените на нановостроящия се храм.. | “ |